# Gewerkschaftsbund
Gewerkschaftsbund ist eine Sammelbezeichnung für
- einen berufsübergreifenden Zusammenschluss (Gewerkschaftsdachverband) von Fachgewerkschaften auf der nationalen Ebene. Hierzu gehören unter anderem:
  - Deutscher Gewerkschaftsbund (DGB), Deutschland
  - Österreichischer Gewerkschaftsbund (ÖGB), Österreich
  - Schweizerischer Gewerkschaftsbund (SGB), Schweiz
  - Confederazione Generale Italiana del Lavoro (CGIL), Italien
  - Landsorganisationen i Danmark, Dänemark
  - Landsorganisasjonen i Norge, Norwegen
  - Landsorganisationen i Sverige, Schweden
  - Scottish Trades Union Congress (STUC)
  - Českomoravská konfederace odborových svazů (ČMKOS), Tschechien
  - Solidarność, Polen
  - Uniunea Generală a Sindicatelor din România (UGSR), Rumänien
  - Plenario Intersindical de Trabajadores - Convención Nacional de Trabajadores, Uruguay
  - Canadian Labour Congress, Kanada
  - in Frankreich:
    - Confédération française démocratique du travail (CFDT)
    - Confédération générale du travail (CGT)

  - in Namibia:
    - Namibia National Labour Organisation (NANLO)
    - National Union of Namibian Workers (NUNW)
    - Trade Union Congress of Namibia (TUCNA)

  - in den Niederlanden:
    - Christelijk Nationaal Vakverbond
    - Federatie Nederlandse Vakbeweging

  - im Vereinigten Königreich:
    - Trades Union Congress (TUC)
    - General Federation of Trade Unions (GFTU)

- einen länderübergreifenden Zusammenschluss nationaler Gewerkschaftsdachverbände. Hierzu gehören unter anderem:
  - Europäischer Gewerkschaftsbund (EGB)
  - Internationaler Gewerkschaftsbund (IGB)
  - Internationaler Gewerkschaftsbund (1901–1945) (IGB)
  - Weltgewerkschaftsbund

- einen Zusammenschluss von Fachgewerkschaften derselben Branche auf länderübergreifender oder internationaler Ebene. Hierzu gehören unter anderem:
  - Europäischer Metallgewerkschaftsbund (EMB)
  - Europäische Föderation der Bau- und Holzarbeiter (EFBH)
  - Bau- und Holzarbeiter Internationale (BHI)
  - Internationale Gewerkschaft der Nahrungsmittelarbeiter (IUF)
  - Bildungsinternationale (BI)
  - Internationaler Metallgewerkschaftsbund (IMB)
  - IndustriALL

- einen politischen Kompromiss zwischen sozialdemokratischen, christlichsozialen und anderen Gewerkschafts-Richtungen.